# رز زرد (فیلم ۱۹۸۳)
رُز زرد (رومانیایی: Trandafirul galben) یک فیلم اکشن رومانیایی به کارگردانی دورو ناستاسه است که در سال ۱۹۸۳ منتشر شد.

## بازیگران
- جورجه موتویی
- یون دیچیسانو
- مارگا باربو
- فلورین پی‌یرسیک
- کنستانتین کودرسکو
- کریستیان شوفرون
- میرچئا آنگلسکو
- واسیله پوپا
- کورنلیو گاربئا
- سابولچ چخ
- یون مارینسکو
- ژان لورین فلورسکو
- گئورگه شیمونکا